# 최영 (배우)
최영(본명: 최익준, 1973년 12월 20일 ~ )은 대한민국의 배우이다.

## 학력
- 서울예술대학 연극과

## 출연작

### 영화
- 《쉬리》 (1999년) - 제작부, 운전병 역
- 《단적비연수》 (2000년) - 3인 무사 역
- 《화산고》 (2001년) - uncredited, 역도부 역
- 《실미도》 (2003년) - 역준 역
- 《내 남자의 로맨스》 (2004년) - 패션쇼 감독 역
- 《귀신이 산다》 (2004년) - 경찰 역
- 《공공의 적 2》 (2005년) - 강력부 최 계장 역
- 《한반도》 (2006년) - 낭인 역
- 《우아한 세계》 (2007년) - 노 회장 운전기사 역
- 《화려한 휴가》 (2007년) - uncredited 역
- 《식객》 (2007년) - 젊은 만식 역
- 《그녀는 예뻤다》 (2008년) - 삼성 직원 역
- 《강철중: 공공의 적 1-1》 (2008년) - 박 형사 역
- 《미인도》 (2008년) - 포도대장 역
- 《식객: 김치전쟁》 (2010년) - 최 형사 역
- 《너는 펫》 (2011년) - 무용감독 역
- 《타워》 (2012년) - 지휘본부직원들 역
- 《전설의 주먹》 (2013년) - 사당고 동창생들 역
- 《감기》 (2013년) - 캠프중대장 역
- 《동창생》 (2013년) - 담임선생님 역
- 《미안해 사랑해 고마워》 (2015년) - 홍준일 역
- 《습도 다소 높음》 (2021년) - 승환 작은형 역
- 《작은 방안의 소녀》 (2021년) - 동하 부 역

### 드라마
- 《천둥소리》 (KBS2, 2000년)
- 《드라마시티 - 숨비소리》 (KBS2, 2000년)
- 《폭풍 속으로》 (SBS, 2004년)
- 《스포트라이트》 (MBC, 2008년)
- 《천추태후》 (KBS2, 2009년)
- 《돌아온 일지매》 (MBC, 2009년)
- 《공부의신》 (KBS2, 2010년)
- 《자유인 이회영》 (KBS1, 2010년) - 이용준 역
- 《아테나: 전쟁의 여신》 (SBS, 2010년)
- 《빛과 그림자》 (MBC, 2011년)
- 《옥탑방 왕세자》 (SBS, 2012년)
- 《무신》 (MBC, 2012년)
- 《신사의 품격》 (SBS, 2012년) - 형사 역
- 《대왕의 꿈》 (KBS1, 2012년) - 고구려 장군 1 역
- 《구암허준》 (MBC, 2013년)
- 《기황후》 (MBC, 2013년)
- 《정도전》 (KBS1, 2014년) - 황거정 역
- 《트라이앵글》 (MBC, 2014년)
- 《모두 다 김치》 (MBC, 2014년) - 서울 강남경찰서 형사 역
- 《나쁜 녀석들》 (OCN, 2014년) - 이정문 호송 교도관 2 역
- 《미생》 (tvN, 2014년) - 차정호 역
- 《전설의 마녀》 (MBC, 2014년~2015년) - 구급대원 역
- 《KBS 드라마 스페셜 - 마지막 퍼즐》 (KBS2, 2014년) - 수사관 역
- 《폭풍의 여자》 (MBC, 2015년) - 강득구 형사 역
- 《어셈블리》 (KBS2, 2015년)
- 《디 데이》 (JTBC, 2015년)
- 《내일도 승리》 (MBC, 2015년) - 최 비서 역
- 《라이더스: 내일을 잡아라》 (E채널 & 드라마큐브, 2015년)
- 《몬스터》 (MBC, 2016년)
- 《굿 와이프》 (tvN, 2016년)
- 《W》 (MBC, 2016년)
- 《월계수 양복점 신사들》 (KBS2, 2016년)
- 《별난가족》 (KBS1, 2016년)
- 《황금주머니》 (MBC, 2016년)
- 《김과장》 (KBS2, 2017년) - 오길성 형사 역
- 《행복을 주는 사람》 (MBC, 2017년)
- 《터널》 (OCN, 2017년)
- 《이름 없는 여자》 (KBS2, 2017년)
- 《쌈 마이웨이》 (KBS2, 2017년)
- 《조작》 (SBS, 2017년)
- 《그 여자의 바다》 (KBS2, 2017년)
- 《아버지가 이상해》 (KBS2, 2017년) - 중앙경찰서 형사 역
- 《학교 2017》 (KBS2, 2017년) - 홍원섭 역
- 《아르곤》 (tvN, 2017년)
- 《내 남자의 비밀》 (KBS2, 2017년)
- 《도둑놈, 도둑님》 (MBC, 2017년)
- 《블랙》 (OCN, 2017년) - 오만호의 기사 역
- 《슬기로운 감빵생활》 (tvN, 2017년)
- 《밥상 차리는 남자》 (MBC, 2017년)
- 《저글러스》 (KBS2, 2017년)
- 《너의 등짝에 스매싱》 (TV조선, 2017년)
- 《미스티》 (JTBC, 2018년)
- 《파도야 파도야》 (KBS2, 2018년)
- 《끝까지 사랑》 (KBS2, 2018년)
- 《배드파파》 (MBC, 2018년)
- 《나인룸》 (tvN, 2018년)
- 《설렘주의보》 (MBN, 2018년)
- 《아이템》 (MBC, 2019년)
- 《60일, 지정생존자》 (tvN, 2019년)
- 《웰컴2라이프》 (MBC, 2019년) - 10년 전 형사 역
- 《태종 이방원》 (KBS1, 2021년) - 곽충보 역

### 연극
- 《마을을 지켜라》 - 달춘 역
- 《결혼전야》
- 《풍인》
- 《이기동 체육관》 - 관원 서봉수 역
- 《한여름밤의꿈》
- 《세친구》 - 채승진 역
- 《천생연분》 - 변사장 역
- 《복어》 - 골룸 역
- 《월미도 살인사건》
- 《리어왕》
- 《파우스트》
- 《맥베스》
- 《리투아니아》
- 《돼지꿈》
- 《유리가면》
- 《시련》
- 《다리위에서 바라본 풍경》
- 《미친녀석들》